# Nacionalisme dàlmata
El nacionalisme dalmàtic és un moviment polític que promou una especial nacionalitat dàlmata, ús del llenguatge dàlmata i l'autonomia de la Dalmàcia, 

## El nom de dàlmata
Els últims 150 anys han estat en la divergència del debat sobre l'ètnia dàlmata. Per als nacionalistes croats Dalmàcia és només una regió, geogràfica, mentre que per als nacionalistes dalmates és el nom d'un grup ètnic. A Dalmàcia no es va utilitzar molt. Sobre l'ús del nom Dalmata tenim molts més registres. Per exemple Giovanni Lucio Dalmata, Giorgio Orsini Dalmata, Giovanni Dalmata, La Scuola Dàlmata dei Santi Giorgio e Trifone, etcètera

## Història
El nacionalisme dàlmata es remunta al segle xix quan van xocar nacionalistes dàlmates amb nacionalistes croats. Nacionalistes dàlmates es van reunir al voltant de la partit autònoma (més tard Societa Politica Dalmata) guiat per Luigi Lapenna i Enrico Keller. Diari nacionalista dàlmata eren La Voce Dalmatica e més tard Il Dalmata . Gran influència sobre el nacionalisme dalmàtic tenien llibres i articles de Nicolo Tommaseo.

## Organització
Partit Nacional Dàlmata (Partito Nazionale Dalmata) 2008. -
Comunitat Nacional Dàlmata (Dalmatinska Nacionalna Zajednica, Buonda Nazional Dalmot) 2017. - 
Partit Popolar Dalmata (Dalmatinska Narodna Stranka) 1990. - ?
Acció Dálmata (abolit) 1990.-2003.
Oliva - Partit autònoma dàlmata (abolit) 2003. - 2011.